# Рудна-Велика (Підкарпатське воєводство)
Рудна-Велика (пол. Rudna Wielka) — село в Польщі, у гміні Свільча Ряшівського повіту Підкарпатського воєводства.
Населення — 1495 осіб (2011).
У 1975-1998 роках село належало до Ряшівського воєводства.

## Демографія
Демографічна структура станом на 31 березня 2011 року:
|          | Загалом | Допрацездатний вік | Працездатний вік | Постпрацездатний вік |
| -------- | ------- | ------------------ | ---------------- | -------------------- |
| Чоловіки | 734     | 161                | 498              | 75                   |
| Жінки    | 761     | 153                | 446              | 162                  |
| Разом    | 1495    | 314                | 944              | 237                  |